# Neemi
Neemi – wieś w Estonii, w prowincji Sarema, w gminie Pöide.